# ナサニエル・ロード・ブリトン

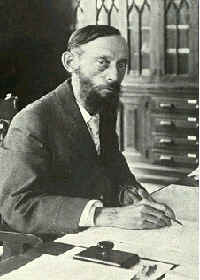
Nathaniel Lord Britton

ナサニエル・ロード・ブリトン（Nathaniel Lord Britton、1859年1月15日 - 1934年6月25日）は、アメリカ合衆国の植物学者・分類学者。ニューヨーク植物園の設立者の1人である。

## 生涯
ニューヨークのステーテン島に生まれた。両親は宗教を学ぶことを望んだが、幼いころから自然に興味を持っていた。コロンビア大学で鉱物学を学び、卒業した後、コロンビア大学で地質学と植物学を教え始めた。トーリー植物クラブに入会し、苔類学の学者、エリザベス・ガートルード・ナイトと出会い1885年8月27日に結婚した。夫妻は一生を通じて共同で植物研究を行った。
1888年に、夫妻はイギリスのキュー植物園を訪れた後、エリザベスはトーリー植物クラブで、ニューヨークにも植物園をつくることを提案した。募金運動を行い、1891年にニューヨーク植物園が設立されると、コロンビア大学をやめ、初代の園長に就任し、1929までその職を務めた。アンドリュー・カーネギー、ジョン・ピアポント・モーガン、コーネリアス・ヴァンダービルト2世とともに財団の理事となり、裕福な後援者の名を植物名に命名して、財政支援を生み出した。
研究の分野ではカリブ地域の植物を専門とし、しばしばカリブを訪れた。著書にはアディソン・ブラウンとの共著の『北アメリカの植物図譜』（"Illustrated Flora of the Northern United States, Canada, and the British Possessions" (1896)）、"The Cactaceae with Joseph Nelson Rose"などがある。
ブリトンは国際植物命名規約（International Code of Botanical Nomenclature, ICBN）に反旗を翻した独自規格、アメリカ植物命名規約 (American Code of Botanical Nomenclature) の署名者の1人としても知られる。
シソ科のBrittonastrum Briq.、 キントラノオ科のBrittonella Rusbyに献名されている。

## 『北アメリカの植物図譜』の図版

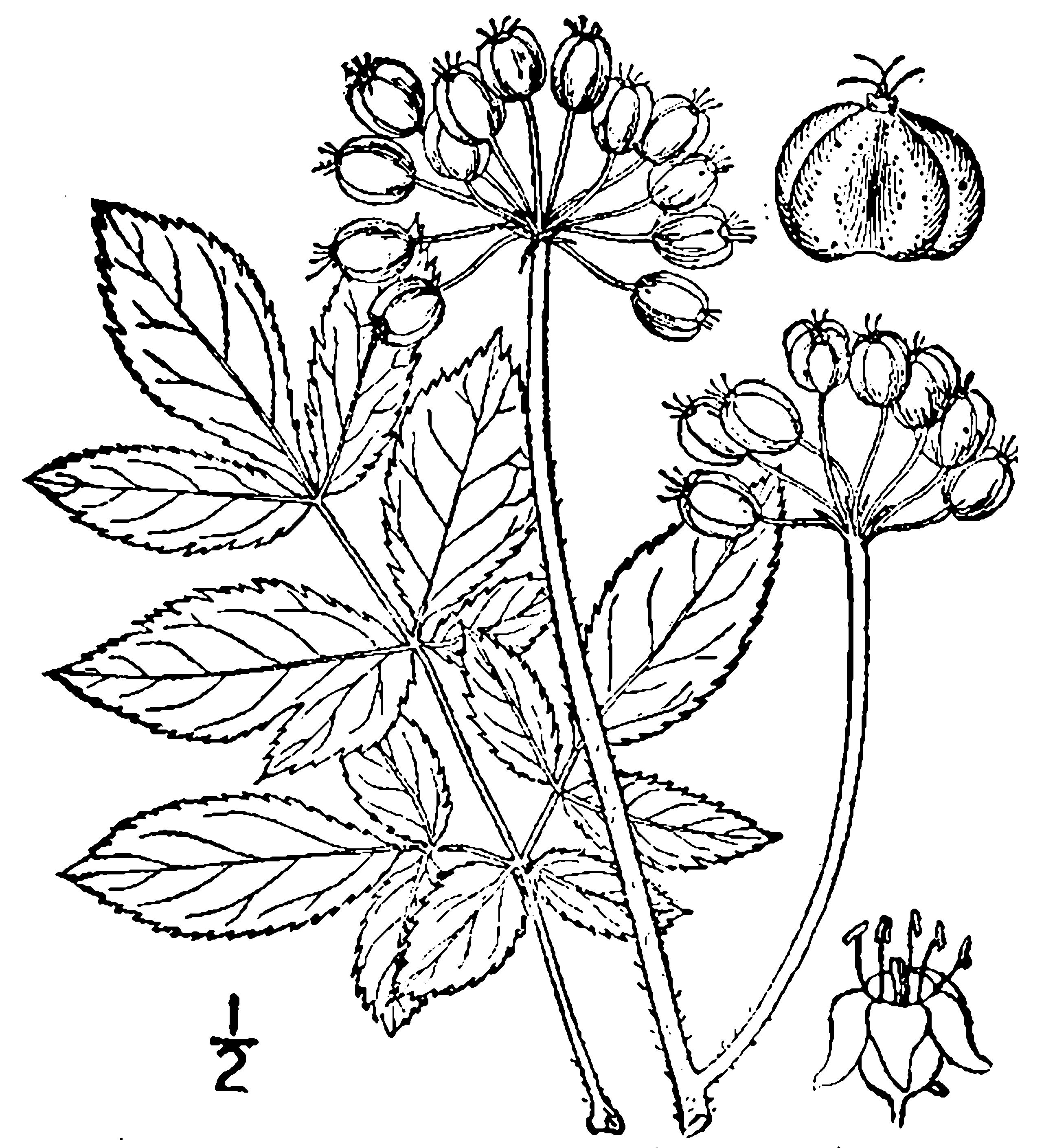
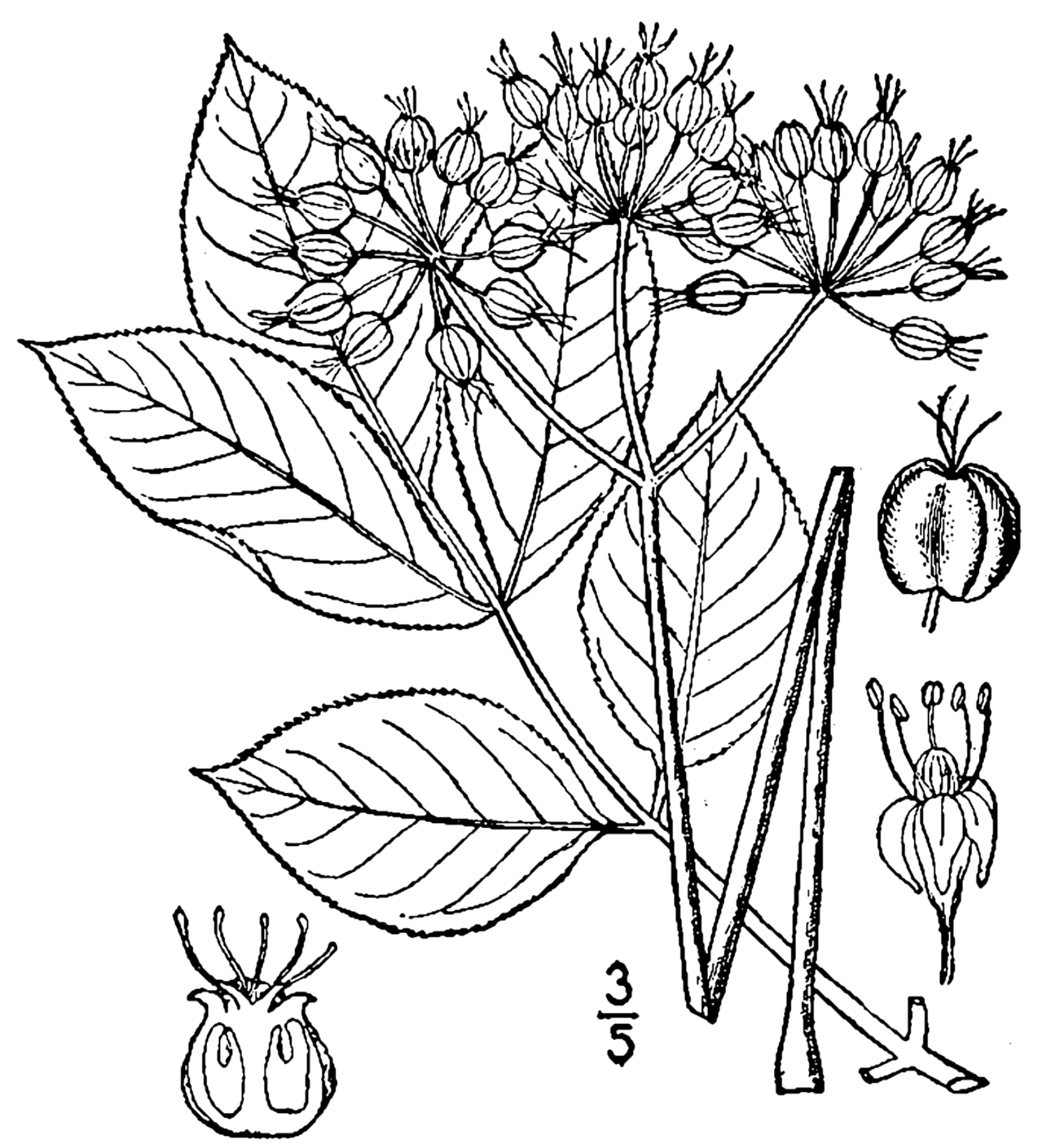
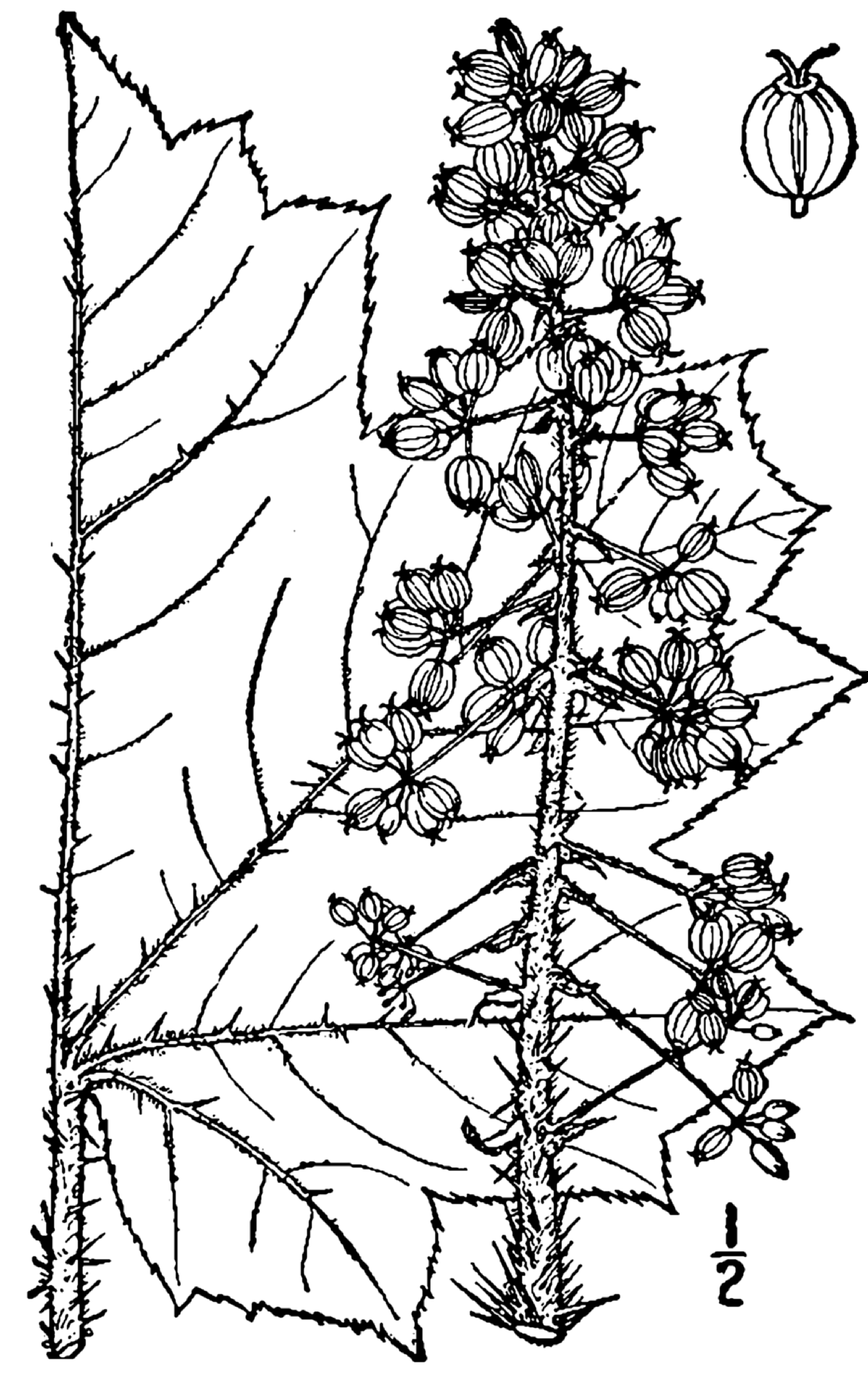

## 著書
- Manual of the flora of the Northern States and Canada. 1901.
- North American Trees. 1908. - Joseph Adolf Shaferと共著
- An illustrated flora of the northern United States, Canada and the British possessions: from Newfoundland to the parallel of the southern boundary of Virginia, and from the Atlantic Ocean westward to the 102d meridian. 1913 (online). - Addison Brownと共著
- Flora of Bermuda. 1918.
- The Flora of the American Virgin Islands. In: Brooklyn Botanic Garden Memoirs. 1918, S. 19–118 (online).
- The Cactaceae. 4 Bände, 1919–1923. - ジョセフ・ネルソン・ローズと共著
- The Bahama flora. 1920. - チャールズ・フレデリック・ミルズポーと共著